# Моррисон, Джеймс (музыкант)
Джеймс Ллойд Моррисон (англ. James Lloyd  Morrison; род. 1962) — австралийский джазовый музыкант, играющий в основном на трубе, но также использующий тромбон, тубу, эуфониум, флюгельгорн, саксофон, кларнет, контрабас, гитару и фортепиано.

## Биография
Выпускник Сиднейской консерватории. Моррисон и весьма успешный композитор. Он сочинил и исполнил вступительные фанфары на церемонии открытия Олимпийских игр 2000 года в Сиднее. Исполнял гимн Испании на финале теннисного турнира Кубок Дэвиса в 2003 году.  Соведущий местной версии Top Gear.. В марте 2015 года Моррисон открыл Музыкальную академию своего имени в Южной Австралии — джазовую школу высшего уровня.
Лауреат  ARIA Music Awards за лучший джазовый альбом Feels Like Spring совместно с группой The Idea of North (2010). Художественный руководитель Квинслендского музыкального фестиваля  в 2013 и 2015 годах. Он был введён в Зал славы Грэма Белла в 2013 году на австралийской премии Jazz Bell Awards.  В июле 2013 года Моррисон дирижировал крупнейшим в мире оркестром на Брисбенской арене Suncorp Stadium, состоящем из 7224 музыкантов.
Джеймс Моррисон познакомился с Джуди Грин, победительницей конкурса красоты  Мисс Вселенная Австралия 1987 года, на барбекю, прежде чем оба приняли участие в гонке знаменитостей на Гран-при Австралии. Они женаты с 1988 года.